# Église du Sacré-Cœur de Lourdes
L’église du Sacré-Cœur est un édifice religieux catholique paroissial situé à Lourdes, en France. Elle est consacrée au Sacré-Cœur. Elle est située dans la ville haute, à la différence du sanctuaire Notre-Dame de Lourdes situés près du Gave de Pau dans la ville basse. Elle a été construite à l'initiative de l'abbé Dominique Peyramale, curé de Lourdes au moment des Apparitions. Le chantier, entamé en 1875, a été achevé en 1936 avec la construction du clocher. Le style architectural dominant est néo-roman.

### L'ancienne église Saint-Pierre

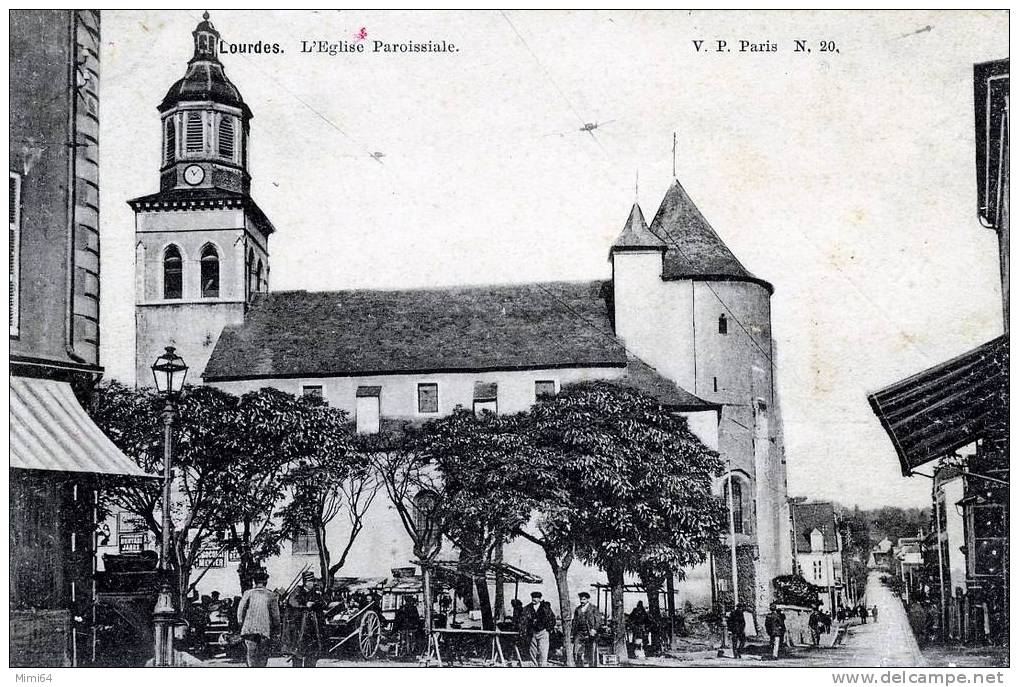
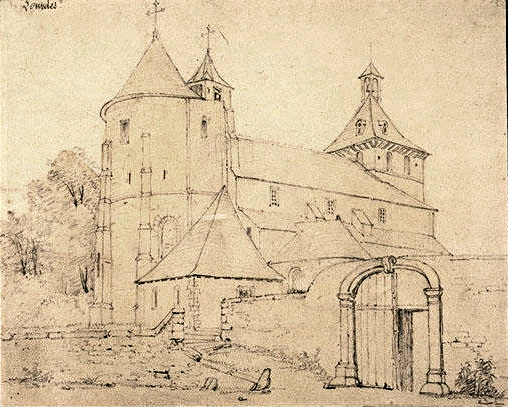

## Historique

### Les origines: la volonté du curé de Lourdes, Dominique Peyramale
La ville de Lourdes peut s’enorgueillir d’abriter une imposante église paroissiale au volume important par rapport à sa population. Cela vient du fait que le curé de Lourdes Marie Dominique Peyramale, à l’époque des Apparitions jugeait trop petite son église millénaire, pas à la hauteur de sa mission mariale. Les processions des pèlerins de plus en plus nombreux, devaient, pensait-il, partir de son église pour rejoindre la grotte des Apparitions. L’ancienne église paroissiale aux mille ans d’histoire où Bernadette Soubirous avait été baptisée le 9 janvier 1844 et qu'elle fréquenta durant son enfance, fut démolie en 1904, une partie du mobilier fut récupérée par la chapelle du château fort de Lourdes et l’autre par le nouveau bâtiment. Mais les pères de Garaison, appelés par l’évêque du diocèse pour la gestion des sanctuaires en cours d'aménagement, en firent l’unique centre des dévotions mariales, délaissant totalement le projet du curé Peyramale.
L'église fut construite à partir de 1875, après les Apparitions, à la demande du curé de Lourdes, par l’architecte Édouard Delebarre-Debay qui a également réalisé, dans le même style, l’église d’Adé voisine. Sur les conseils de l'architecte Delebarre de Bay, Mgr Peyramale confia la construction à un entrepreneur de travaux publics de Chartres, Henri Bourgeois, aucun entrepreneur local n'ayant accepté le projet et le marché. L’église en cours de travaux fut bénite en juillet 1875, par l’évêque de Tarbes, Mgr César-Victor Jourdan (1875-1882). Les travaux furent interrompus pour des raisons financières, fin 1877, à la mort du curé Peyramale.
L'entrepreneur Henri Bourgeois fut conduit à poursuivre la commune de Lourdes devant les tribunaux pour défaut de paiement. À l'appui de son recours, il produisit, en 1888, un mémoire de 45 pages très documenté et argumenté, intitulé « La nouvelle église paroissiale de Lourdes (Hautes-Pyrénées) : sa légende et son histoire » dans lequel il développe que la ville de Lourdes est le véritable initiateur et commanditaire de l'ouvrage et qu'elle s'est servie du curé Peyramale parce qu'il était le plus à même de susciter les dons des fidèles. L'ouvrage apparaît conçu pour responsabiliser la ville de Lourdes dans le contentieux qui l'oppose à l'entrepreneur. Ce document a été mis en ligne par Gallica et réédité en 2003 par Hachette-BNF.

### Reprise des travaux
Les travaux reprirent plus tard, en 1896, grâce à l’arrivée de nouveaux protagonistes à savoir le nouvel évêque Mgr Prosper-Marie Billère, le nouveau maire de Lourdes M. Cazaux–Moutou et le nouvel architecte, Jean-Marie Lacrampe, qui était également celui de la ville, avec lesquels le nouveau curé, Aristide Barrère, put entamer des négociations positives.
Le bâtiment fut ouvert au culte, bien que pas totalement achevé, le 8 septembre 1903. Le clocher fut terminé et inauguré par l’évêque du diocèse, Mgr Pierre Paul-Marie Gerlier, en juillet 1936. Son architecte était celui de la ville, Ernest Seyres[réf. nécessaire].
En 1966, afin de respecter la nouvelle liturgie issue de Vatican II, le grand dôme qui dominait le maître autel fut enlevé, ce dernier fut déplacé face aux fidèles, les nouvelles orgues furent édifiées derrière l’autel et les vitraux modernes furent posés. L’inauguration de la « nouvelle église » eut lieu le 18 février 1967, jour de la fête de sainte Bernadette.
En 2018, l’abbé Jean François Duhar, curé doyen de Lourdes à entrepris en étroites, collaboration avec la ville de Lourdes, une réfection et restauration complète de l’Édifice qui était en danger. Les travaux sont découpé en trois tranches successives la nef, le transept et le chœur.
Restauration complète de la charpente et toitures ainsi que les zingueries, consolidation et ceinturage de l’édifice ainsi que le remplacement de certains pierres fragilisées avec le temps. La réfection intérieure est menée en simultané peinture électricité et chauffage qui ce sont dégradés par les multiples infiltrations d’eau et l’âge du temps
En 2021, le chantier n’est toujours pas terminé, la fin de 2e tranche est en train d’être réalisée.

## Le bâtiment

### Situation

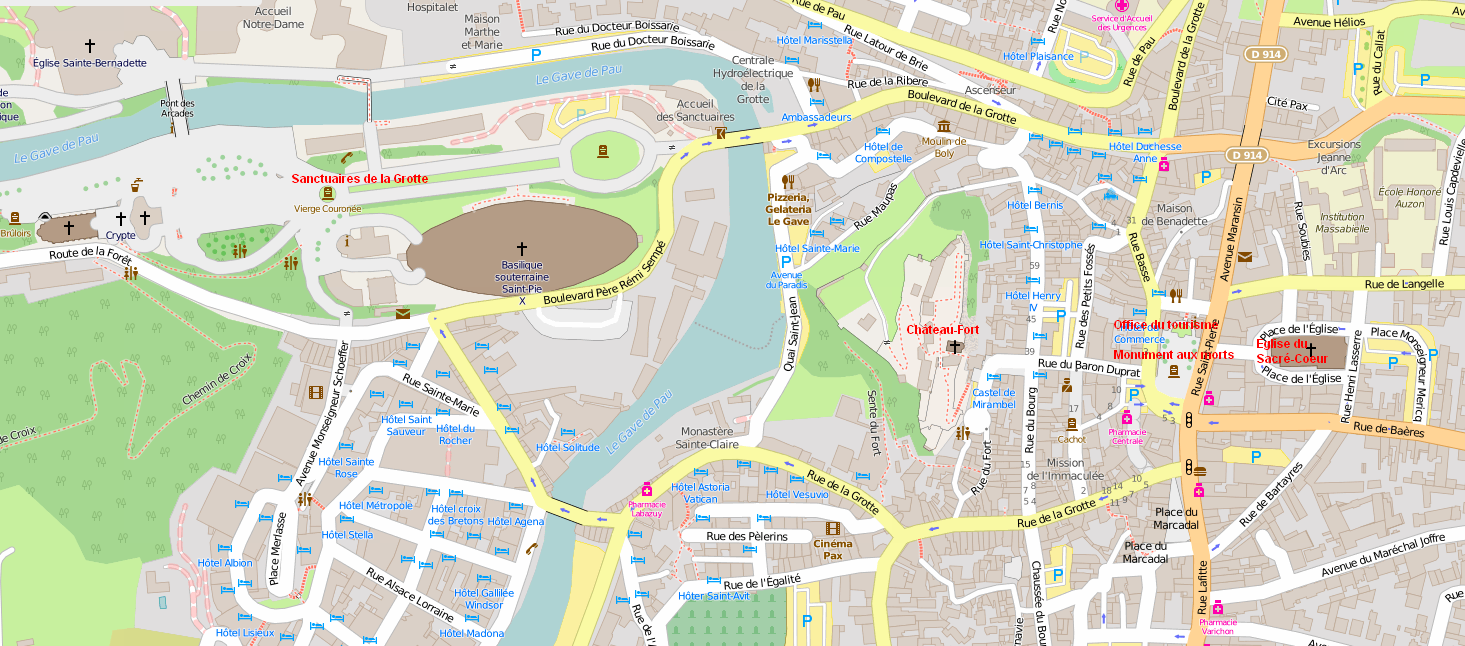
Extrait de plan de la ville de Lourdes (Openstreetmap). De gauche à droite : l'église paroissiale du Sacré-Cœur, l'office de tourisme et le monument aux morts, le château fort et les sanctuaires

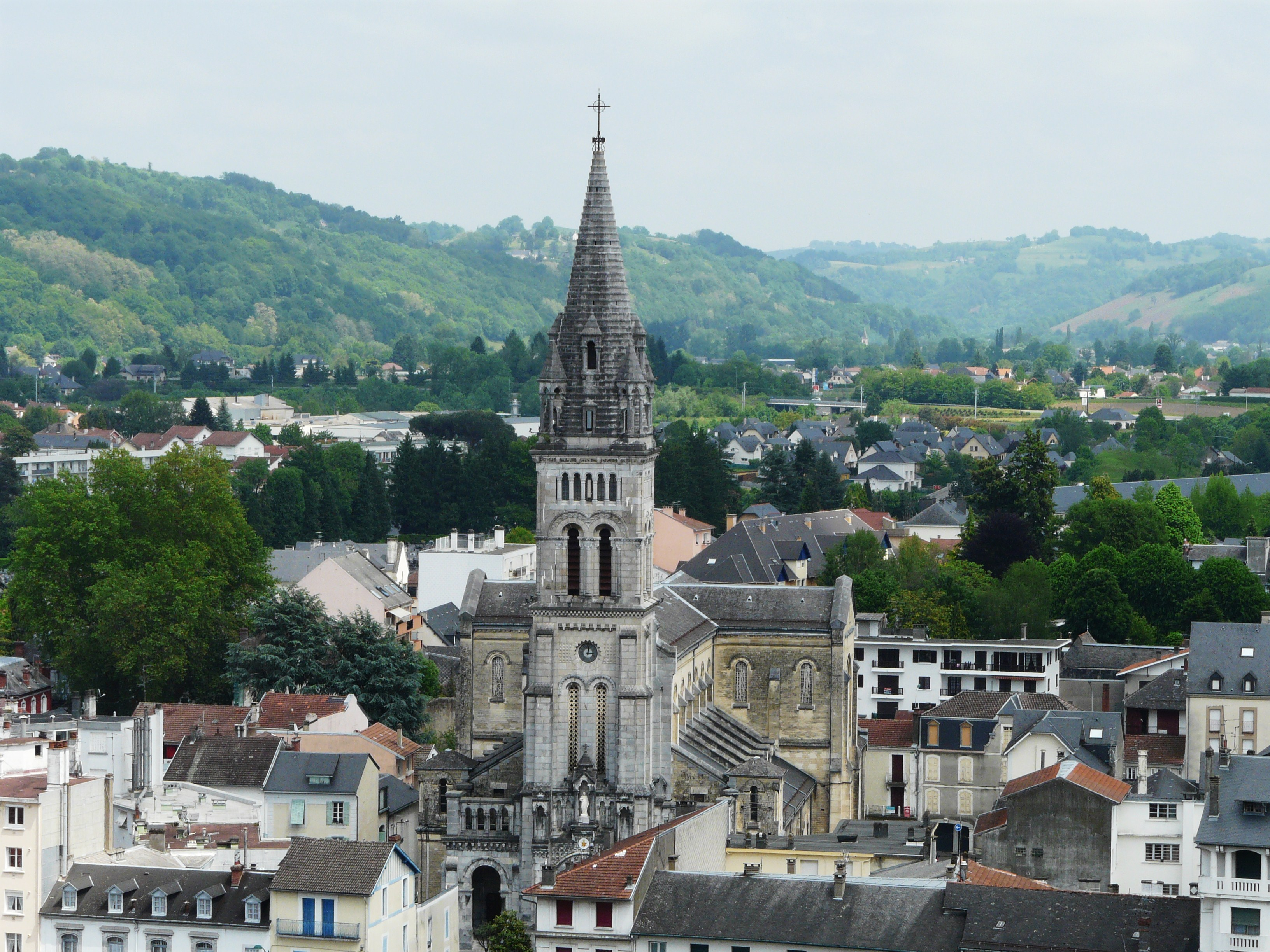
L'église du Sacré-Cœur vue du château fort

L'église se situe dans la ville haute, donc à l'écart des sanctuaires dont elle est séparée par le piton du Château fort.
Orientée selon un axe est-ouest, elle fait face, via la rue de l'église, à la place Peyramale où se trouvent le monument aux morts et l'office du tourisme.
Dans les vues à distance que l'on peut avoir de la ville de Lourdes, elle est, avec le château fort et la flèche de la basilique des sanctuaires, un des éléments les plus marquants et emblématiques du paysage lourdais.

### Architecture
Il s’agit d’un édifice de style néo-roman, en forme de croix latine à trois nefs, de 56 mètres de long (sans le clocher porche), de 26 mètres de large et de 25 mètres de haut. Le clocher s’élève à 65 mètres.

#### Les matériaux
L'église devait être entièrement construite en pierre de Lourdes, le calcaire noir local désigné par l'architecte. Or, Henri Bourgeois, ne pouvant s'entendre avec les maîtres carriers du pays sur le prix, utilisa des qualités de pierre étrangères à la région, essentiellement de la pierre d'Angoulême, ce qui déclencha la fureur des tailleurs de pierre de la ville et de la population. Par contre, le clocher-porche érigé 30 ans plus tard est en pierre de Lourdes.

#### Intérieur
À l’intérieur, la voûte est soutenue par 14 imposantes colonnes de marbre rubané de Campan de la carrière de l’Espiadet sur le plateau de Payolle. Les nefs latérales et le transept sont occupés par un certain nombre de chapelles. Ont été édifiées les chapelles consacrées à Notre-Dame de Lourdes, Sainte Bernadette, Saint Jacques le Majeur, Sainte Anne, Saint Antoine de Padoue, La Piéta, Notre-Dame de Grâces, Saint Joseph, la Sainte Famille, Sainte Thérèse de l’Enfant Jésus et Saint François d’Assise.
Les transepts de droite et de gauche sont éclairés par de belles rosaces en mosaïques de verres.
Des deux côtés de la nef centrale, les galeries à mi-hauteur ou triforium soutenues par des colonnes de marbre rouge et gris servaient autrefois de tribunes aux notables. 

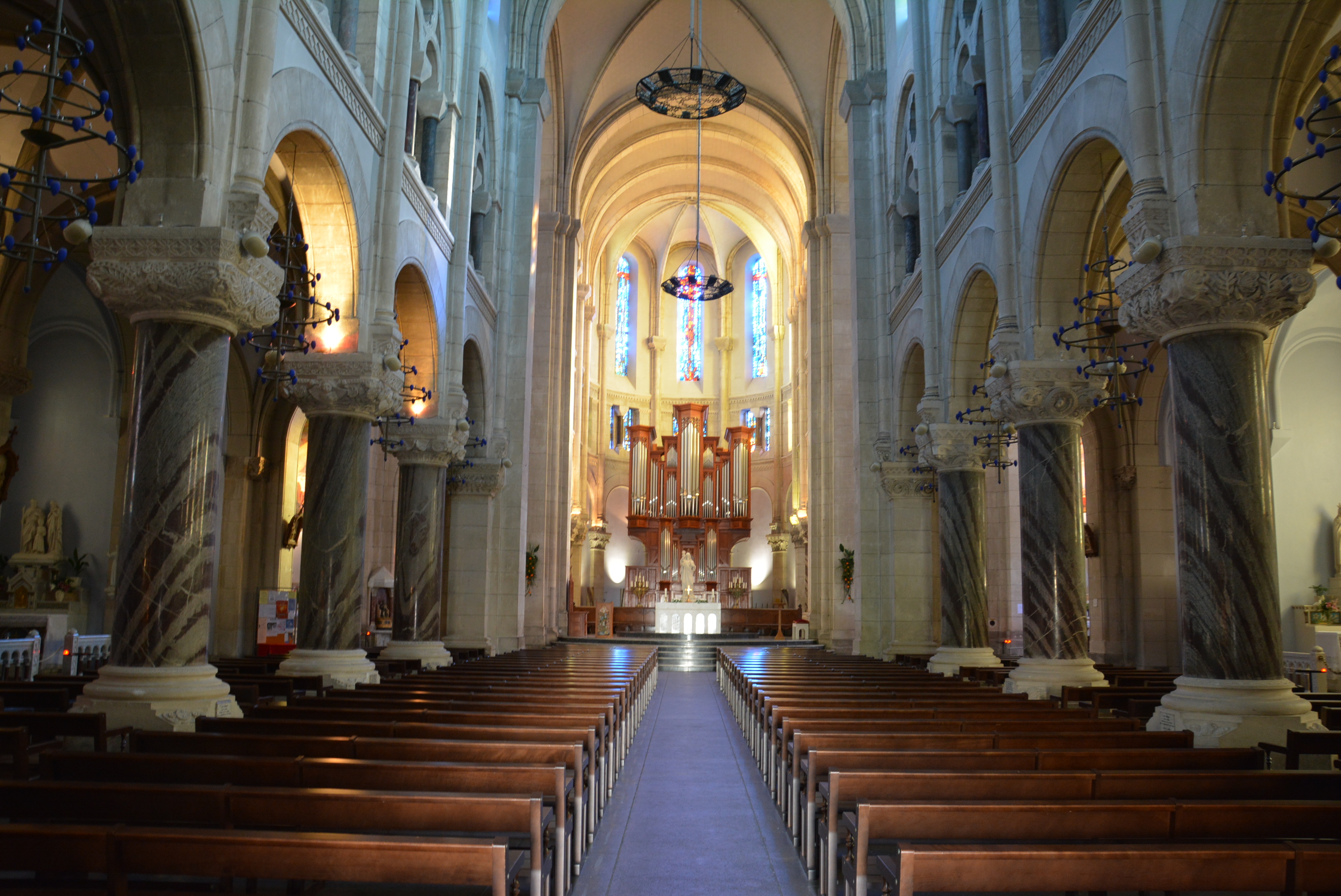
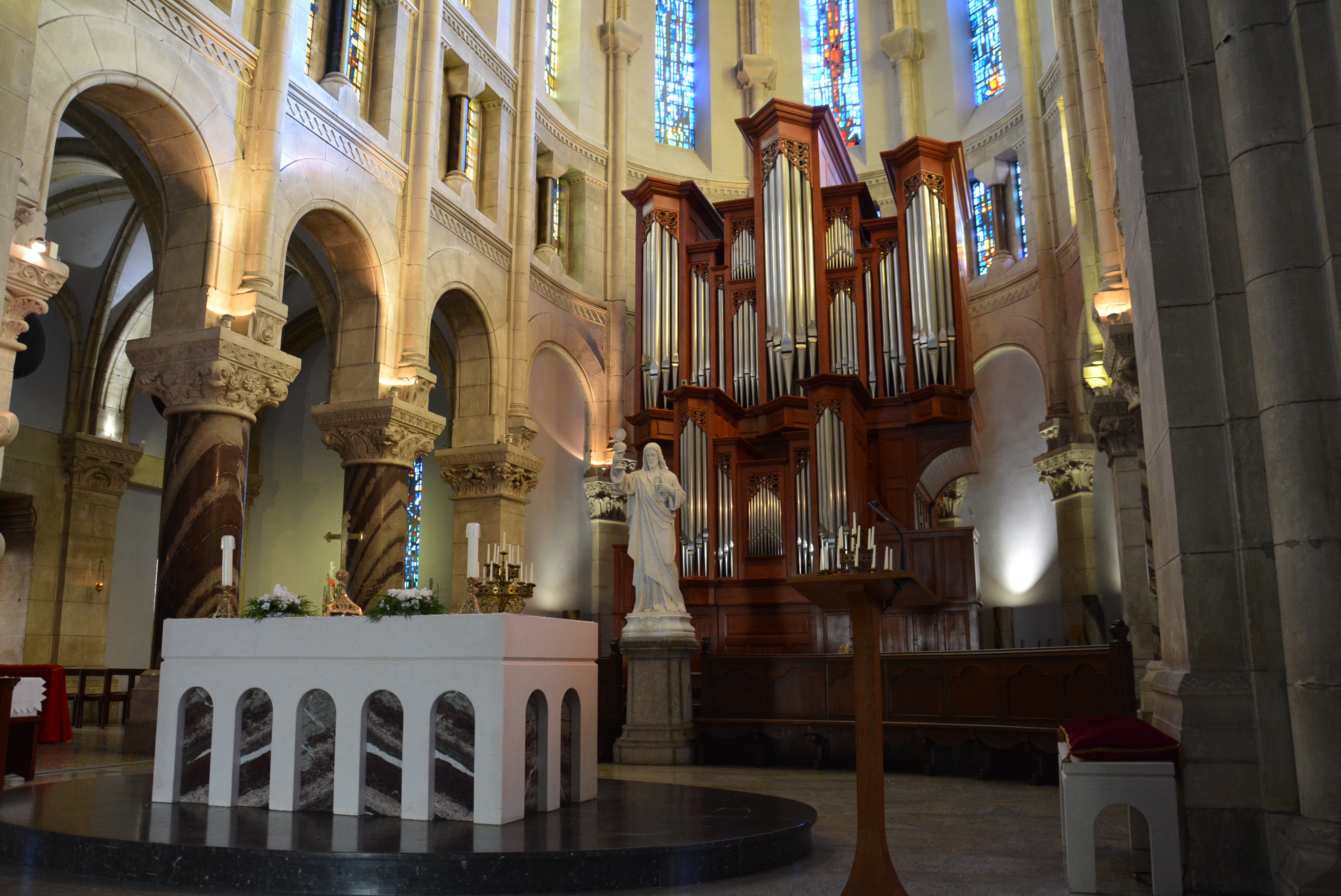
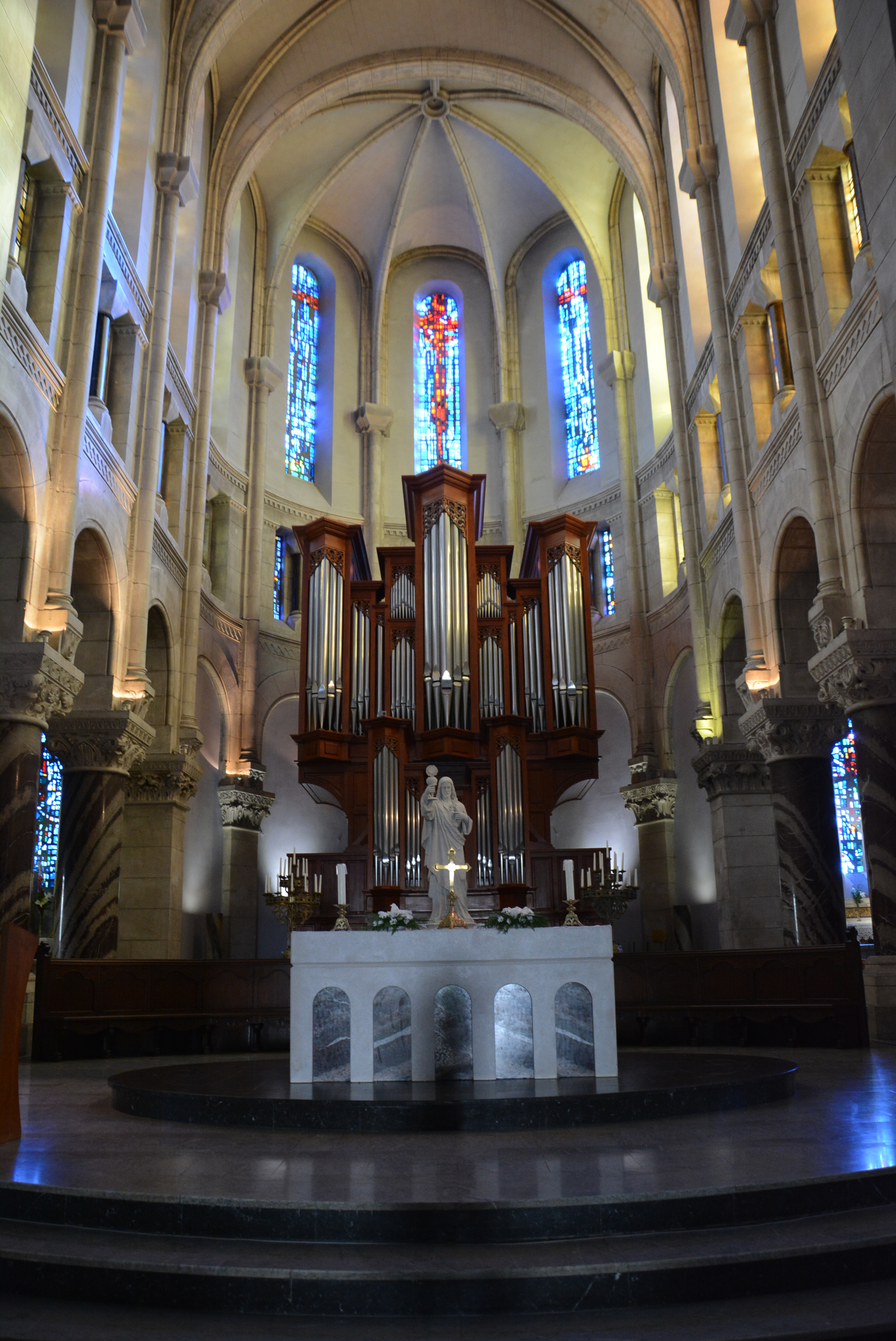
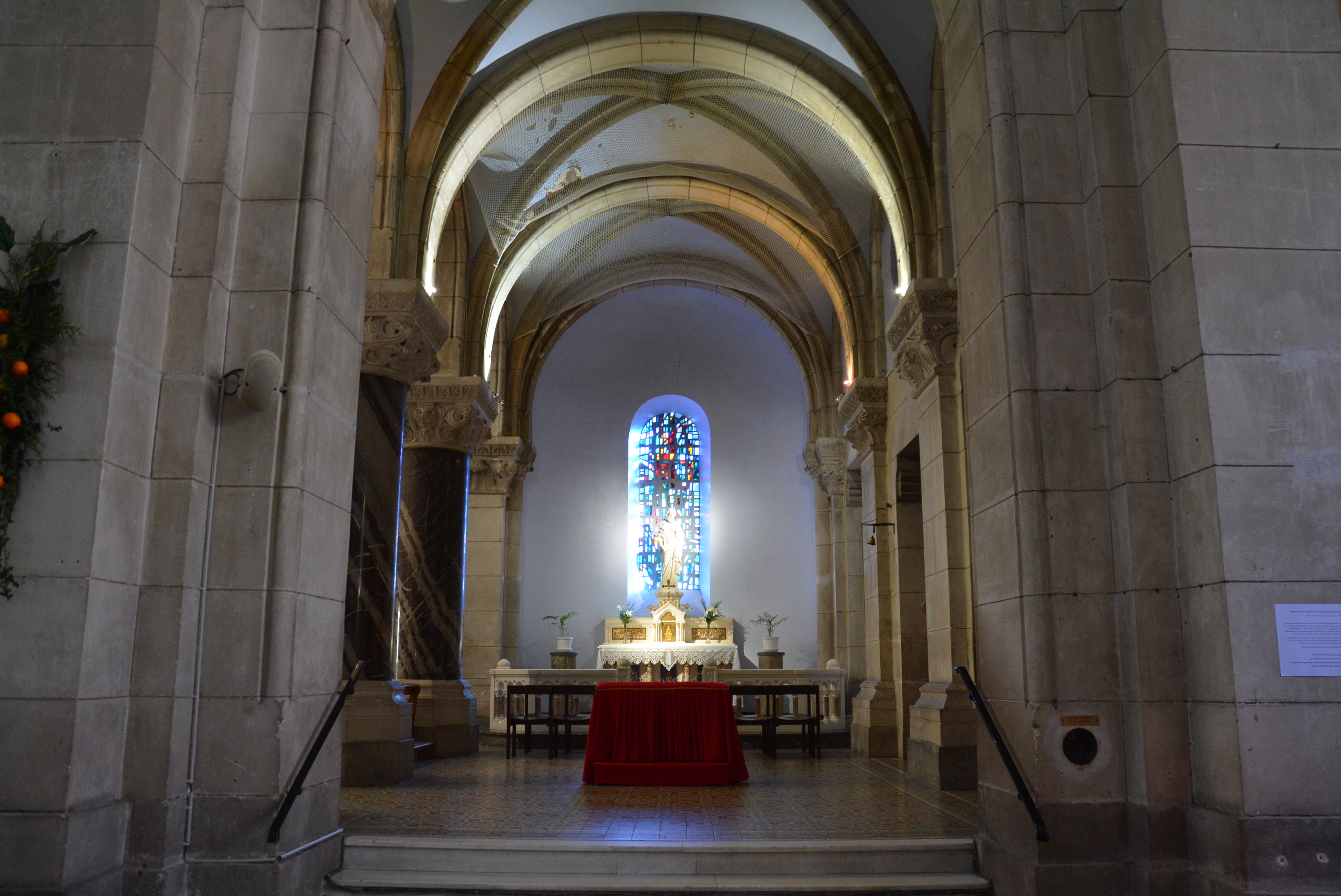

## La statuaire extérieure
On entre par le clocher-porche. Sous celui-ci, on honore les humbles : les statues créées par François Vilon, sculpteur lourdais, représentent des bergers et bergères devenus saints et saintes. Il y a entre autres, Michel Garicoïts (fondateur des missionnaires du Sacré-Cœur de Bétharram), voisin basque et confident de Bernadette Soubirous et Bernadette elle-même. Ils sont entourés de Jean-Marie Vianney, le curé d’Ars et de trois bergères, sainte Geneviève de Paris, sainte Jeanne d’Arc et sainte Germaine de Pibrac. Ses statues ont été commandées après-guerre, par Mgr Méricq, curé de Lourdes. Le sculpteur lourdais François Vilon n’a pu terminer son œuvre, plusieurs niches restent vides.

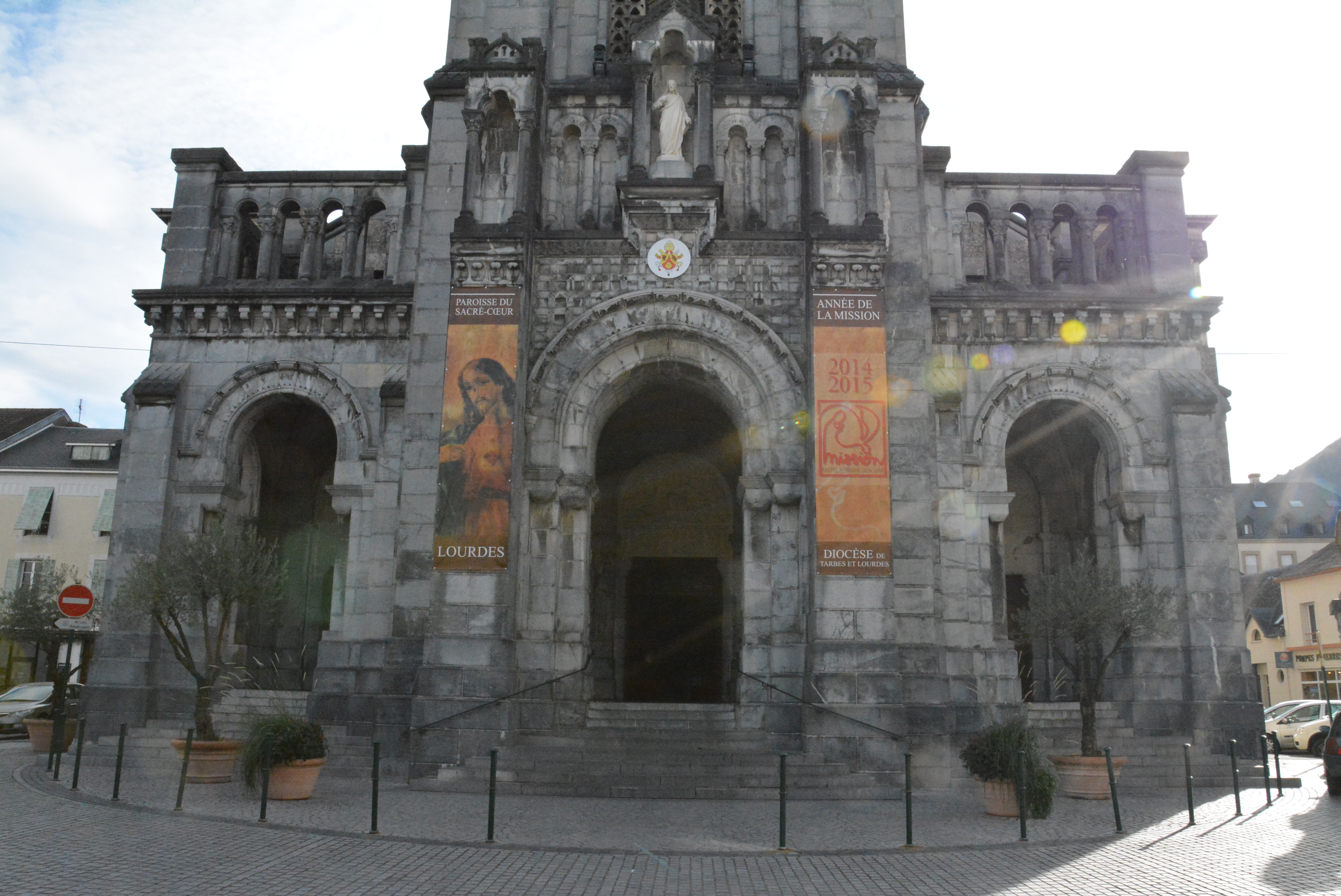

Le tympan également œuvre de François Vilon, représente le Christ dans une mandorle tenant un globe dans la main gauche et bénissant de la main droite. À ses côtés, deux anges agenouillés, présentent, l'un, un sceptre, l'autre, une couronne. Au-dessous, sur le linteau, la Vierge au centre est accompagnée des douze apôtres avec leur attribut respectif.

## Les décorations intérieures

### Les peintures des chapelles latérales

#### L’extase de Bernadette
Dans la chapelle Sainte-Bernadette, du transept de gauche, la peinture murale de 4 × 4 m a été exécutée en 1945 par Stanislas Bender, né à Lodz en 1882 (Pologne).  Peintre lithographe, paysagiste, illustrateur de la vie juive, concepteur d’affiches publicitaires, l'artiste exerce son art à Lodz, à Munich, puis à Paris. Quelques  musées européens exposent ses œuvres. L’histoire de ce mur peint est liée aux heures sombres, mais aussi libératrices, de la Deuxième Guerre Mondiale. Fuyant la persécution antisémite nazie, Stanislas Bender et sa fille Marylka s’installent à Paris dans les années 1930. Après l’exode de juin 1940, ils trouvent refuge à Lourdes. Bien que cachés par des familles lourdaises, ensemble ou séparément, la politique anti juive de l’État français ne tarde pas à les mettre en danger. Arrêtée lors de la rafle du 26 août 1942, au cours de laquelle 17 personnes sur 58 pourchassées seront déportées. Marylka Bender est soustraite au convoi par la préfecture, grâce à une intervention des autorités ecclésiastiques. Le père et la fille resteront à Lourdes, hébergés clandestinement jusqu’à la fin de la guerre, bénéficiant de la solidarité de lourdais et du soutien de l’Église. En 1945, Stanislas Bender réalise cette œuvre comme remerciement, avec le soutien gracieux de l’entreprise du père de René Fontan (1924-2012), peintre amateur qui recevra, à cette occasion, sa formation artistique.Stanislas Bender décède à Munich en 1975. Dès 2009, la paroisse du Sacré-Cœur et la mairie de Lourdes envisagent sa restauration avec l'association diocésaine et les initiateurs du projet: Mirose Ringeval et Pierre Dadé-Brenjot . Les travaux sont réalisés par  Françoise Authié-Pawlak et sa fille Genovefa Pawlak grâce à une souscription de 25 000 euros qui réunit 200 donateurs. L'inauguration a  lieu le 8 septembre 2013 en présence de l'abbé Jean-François Duhar, curé de Lourdes, du maire Jean Pierre Artiganave et d'un diplomate polonais, Marylka Bender Kellerer avec qui le contact a pu être rétabli, grâce à Barbara Hugues, enseignante à Munich, décède en février 2014, à 104 ans, après avoir soutenu et participé financièrement à la restauration de l'œuvre de son père.

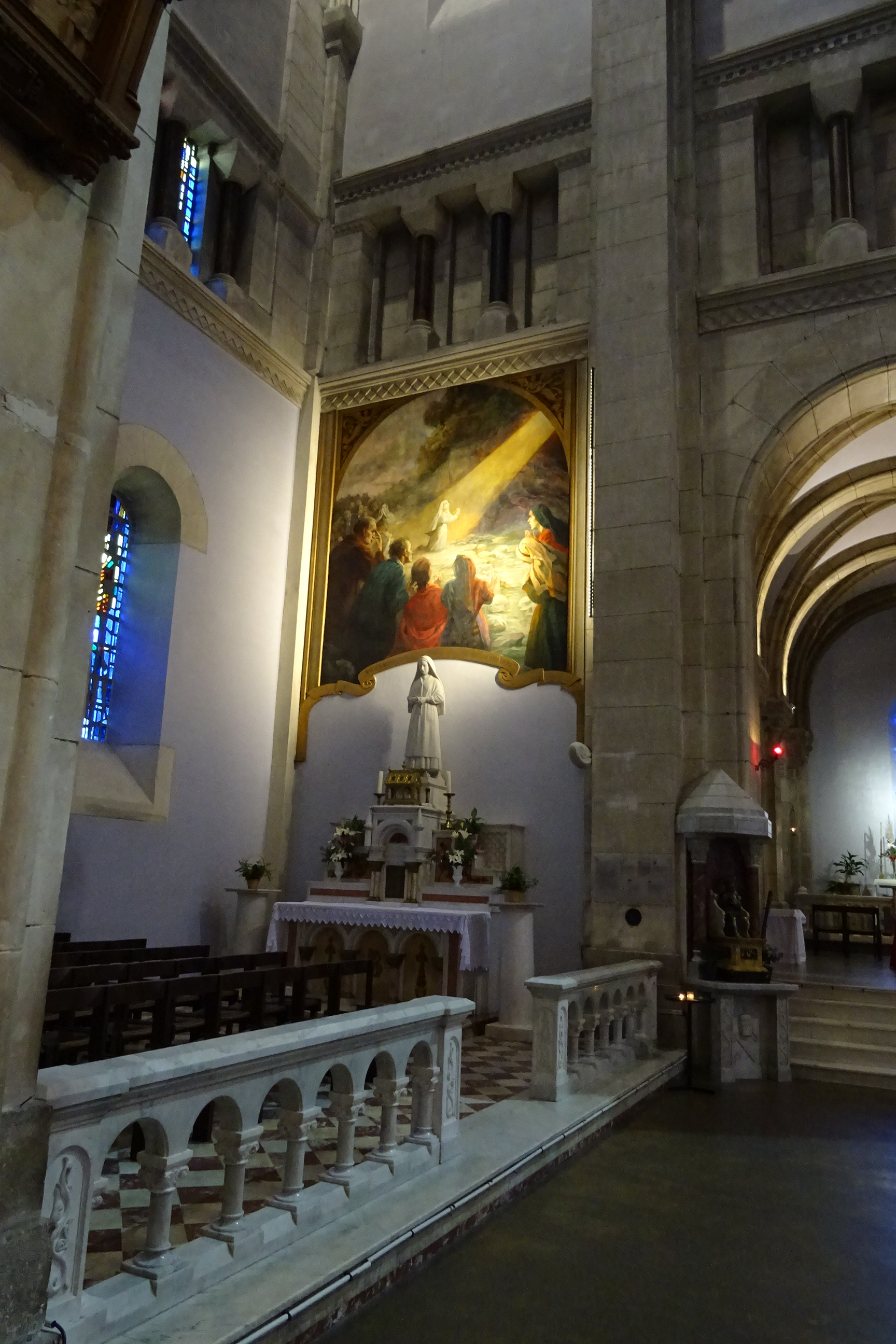

L’apparition de la Vierge est suggérée par un rayon de lumière projeté sur Bernadette agenouillée. Autour de cette figure centrale,  les sept personnages expressifs de la foule, témoin de la scène, composent un premier plan, soucieux de souligner la ferveur populaire et le pittoresque des costumes pyrénéens.  Sous la peinture, se trouve une statue de Bernadette réalisée par le sculpteur tarbais Firmin Michelet.

#### Après la bataille

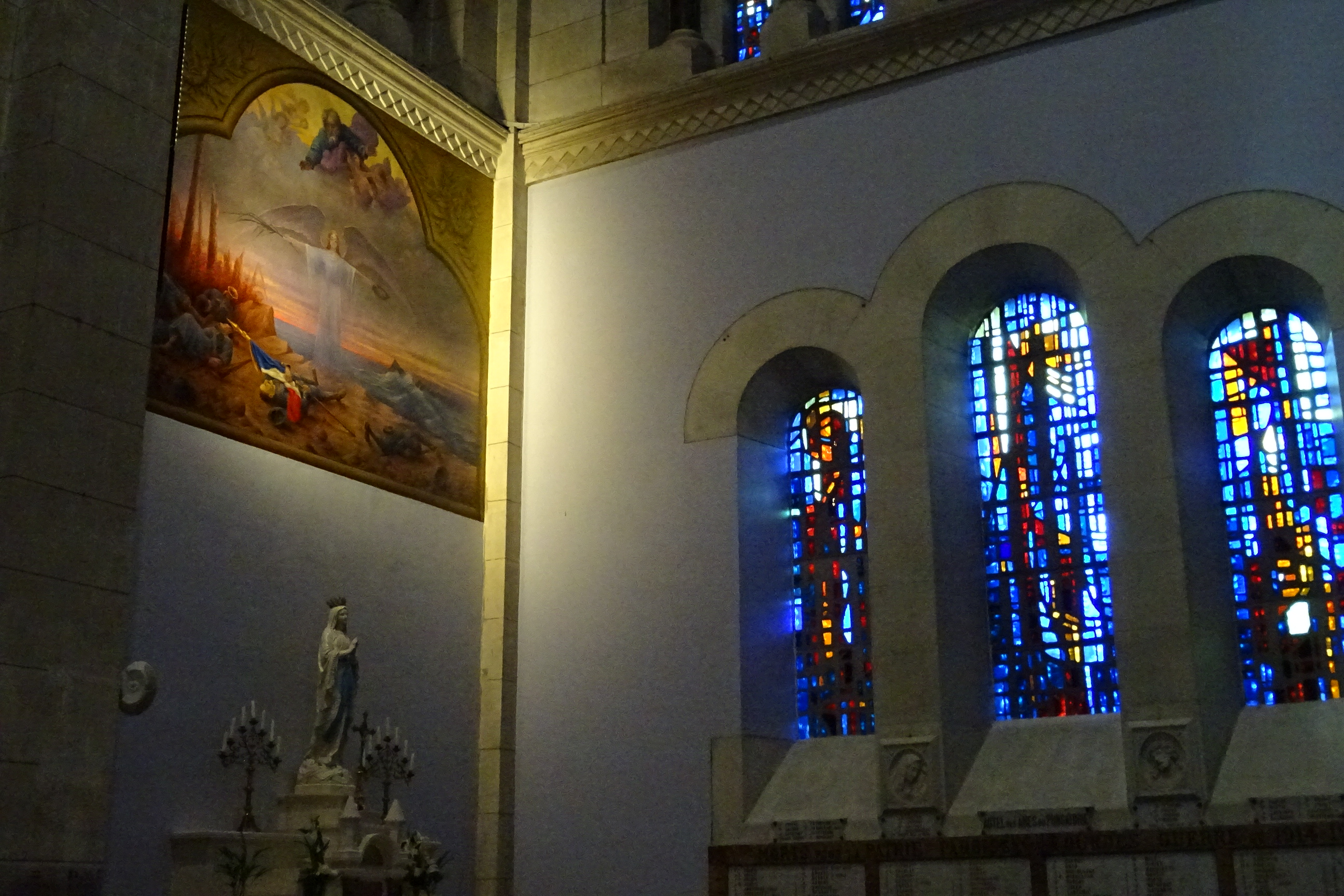

Dans la chapelle du transept de droite, on peut admirer une toile de Lucien Gros, peintre originaire de Lestelle-Bétharram : "Après la bataille". Elle a été restaurée en juin 2014, par Genowefa Fawlak. Le travail a été financé par l'Organisation du Pèlerinage Rencontre Nationale des A.C. en Algérie, Maroc Tunisie. Cette toile avait été commandée par le curé Fourcade en 1918, en hommage aux 282 paroissiens morts lors de la Première guerre mondiale. Le peintre est aussi l'auteur du décor de la villa Oustau à Aureilhan et de la chapelle de l'hospice de Pau. Il a représenté ici la figure allégorique de l'ange qui veille sur les soldats sacrifiés. Un panneau explicatif se trouve à gauche de l'autel.

### Les Vitraux

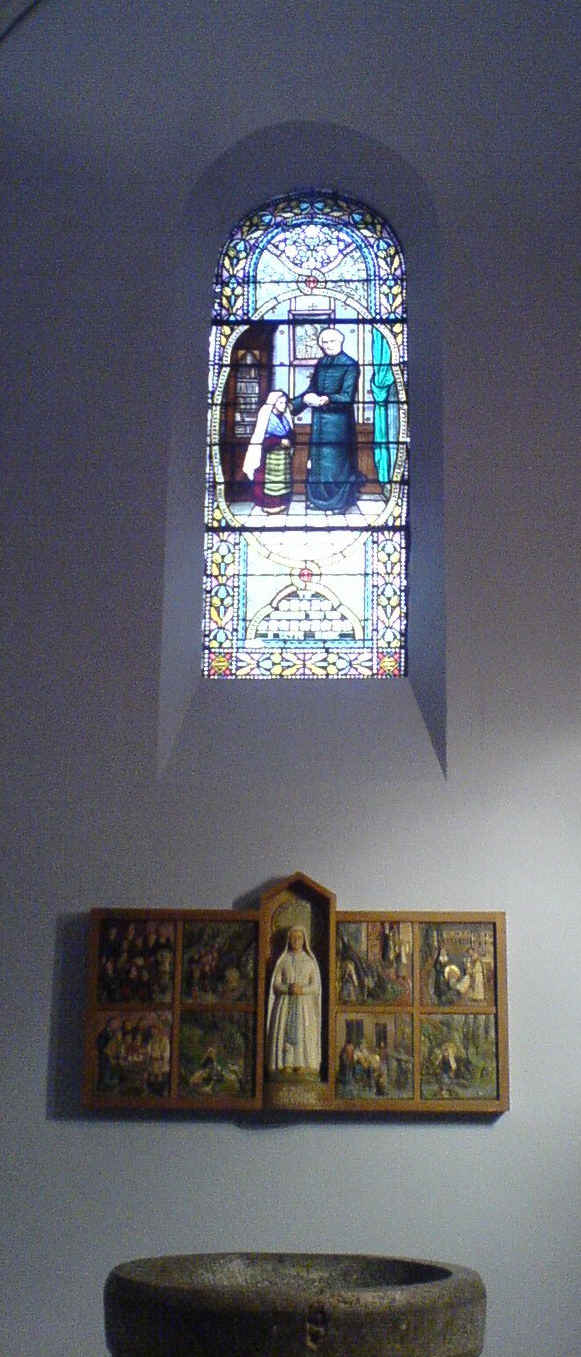
Vitrail de l'église paroissiale de Lourdes illustrant une rencontre entre l'abbé Peyramale et sainte Bernadette. Au bas de l'image, les fonts baptismaux.

L' abbé Bordes, curé de Lourdes de 1963 à 1977, commanda en 1965, à Gabriel Loire, maître-verrier de Chartres, la réalisation des vitraux du chœur et du transept de l'église paroissiale, puis vers 1985, à son fils Jacques, les douze vitraux de la nef. Vitraux non figuratifs, ils jouent tous sur la couleur et la lumière. D'après l'historien d'art, Emmanuel Quidarré, neveu de l'abbé Louis Quidarré qui fut curé de Lourdes de 1990 à 2005, ces vitraux illustrent le thème de l'eau : ll s'agit bien sûr de l'eau de Lourdes, jaillissant des profondeurs de la terre écrit-il dans sa plaquette L’église paroissiale de Lourdes.
Ces vitraux se démarquent totalement de ceux, classiques du XIXe siècle, de l'église, représentant soit des scènes religieuses, soit des grandes figures de la chrétienté comme Saint Louis.

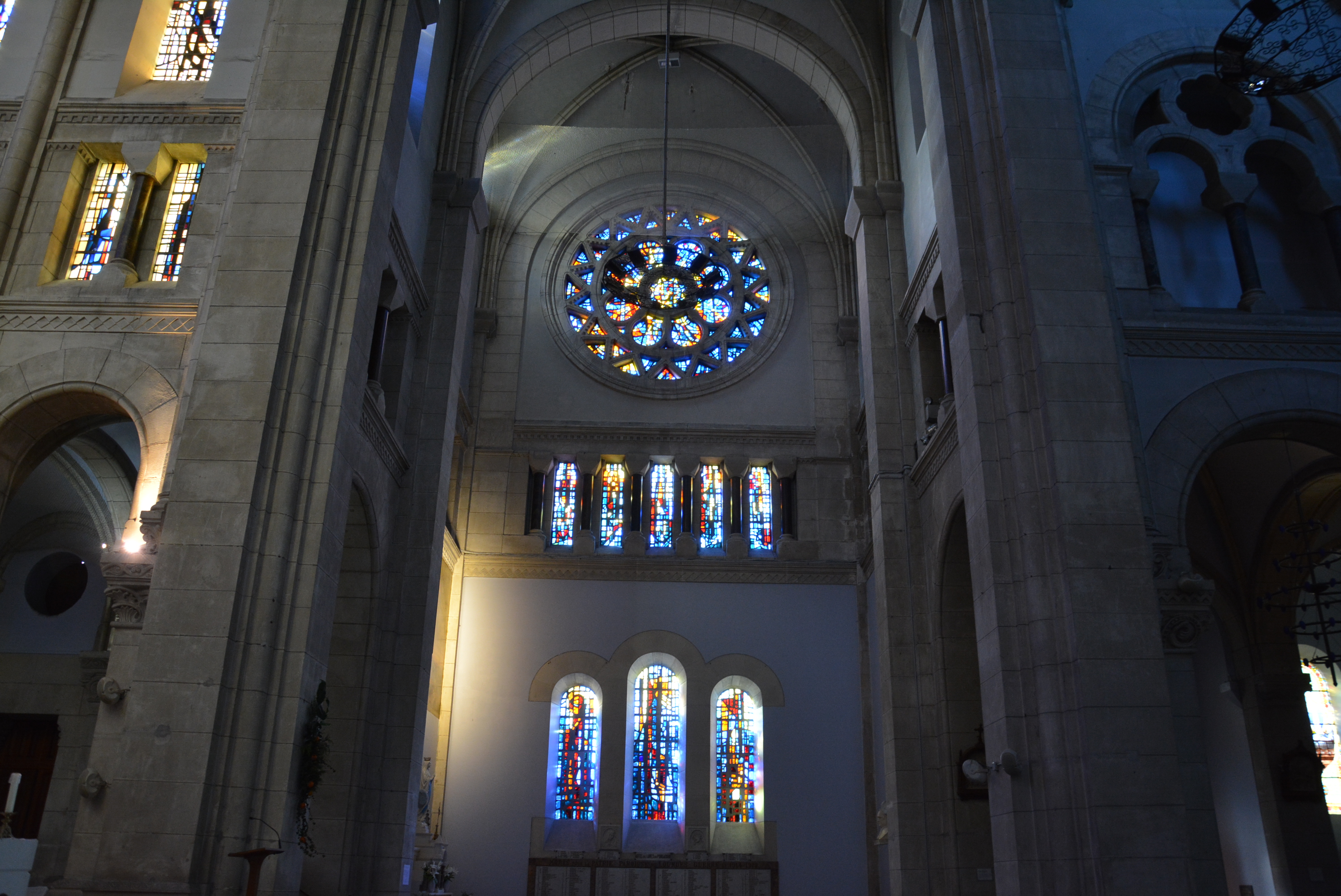
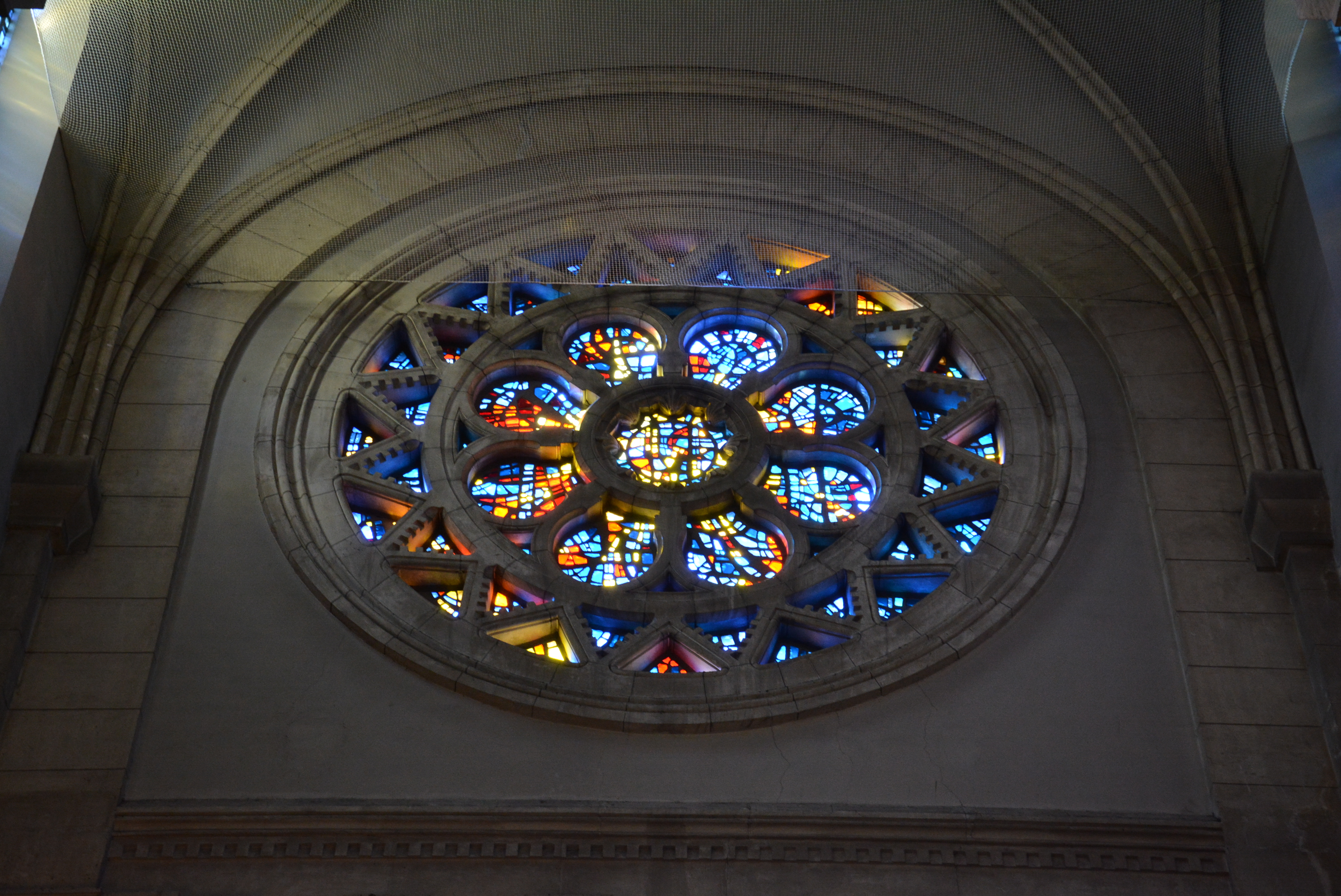
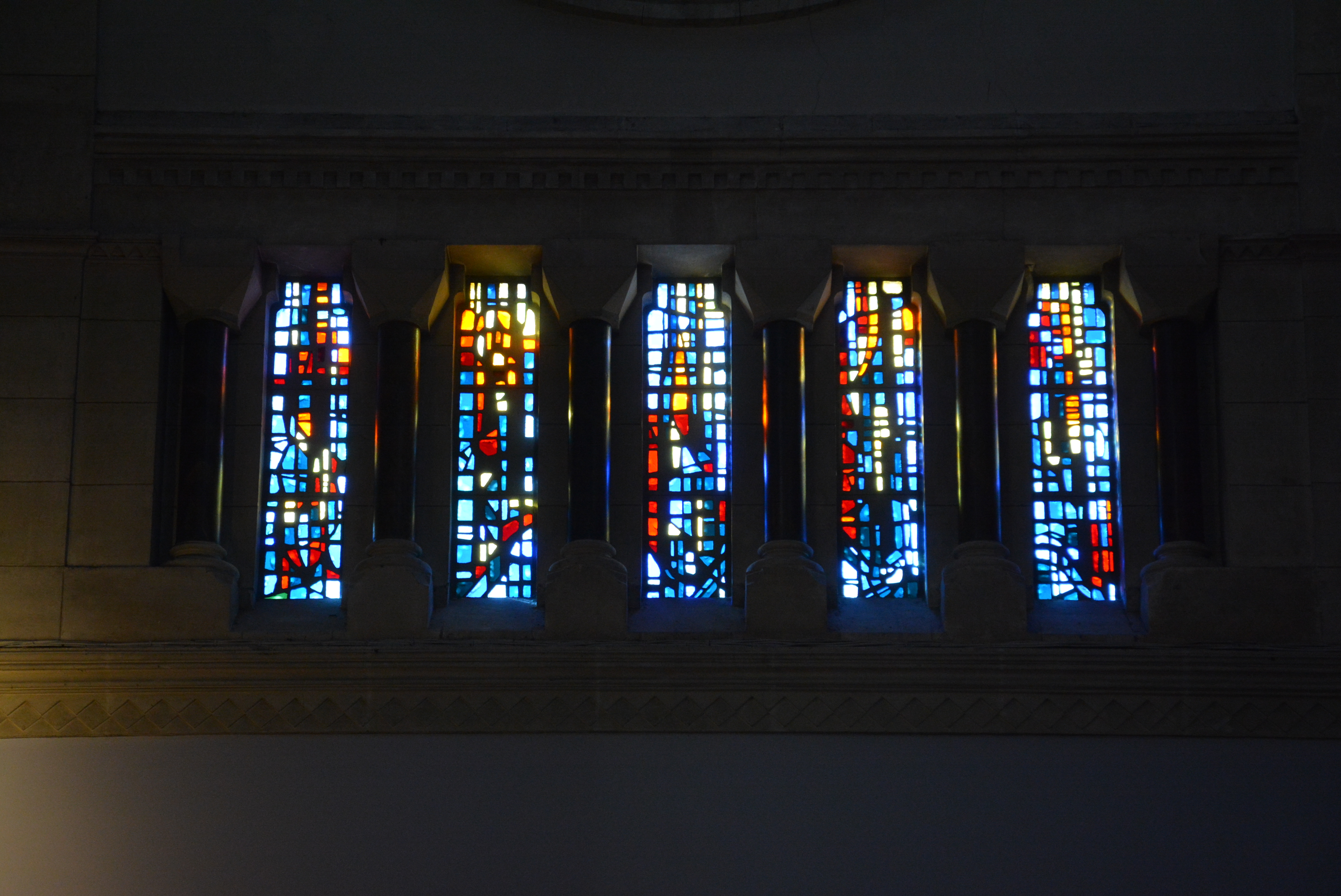
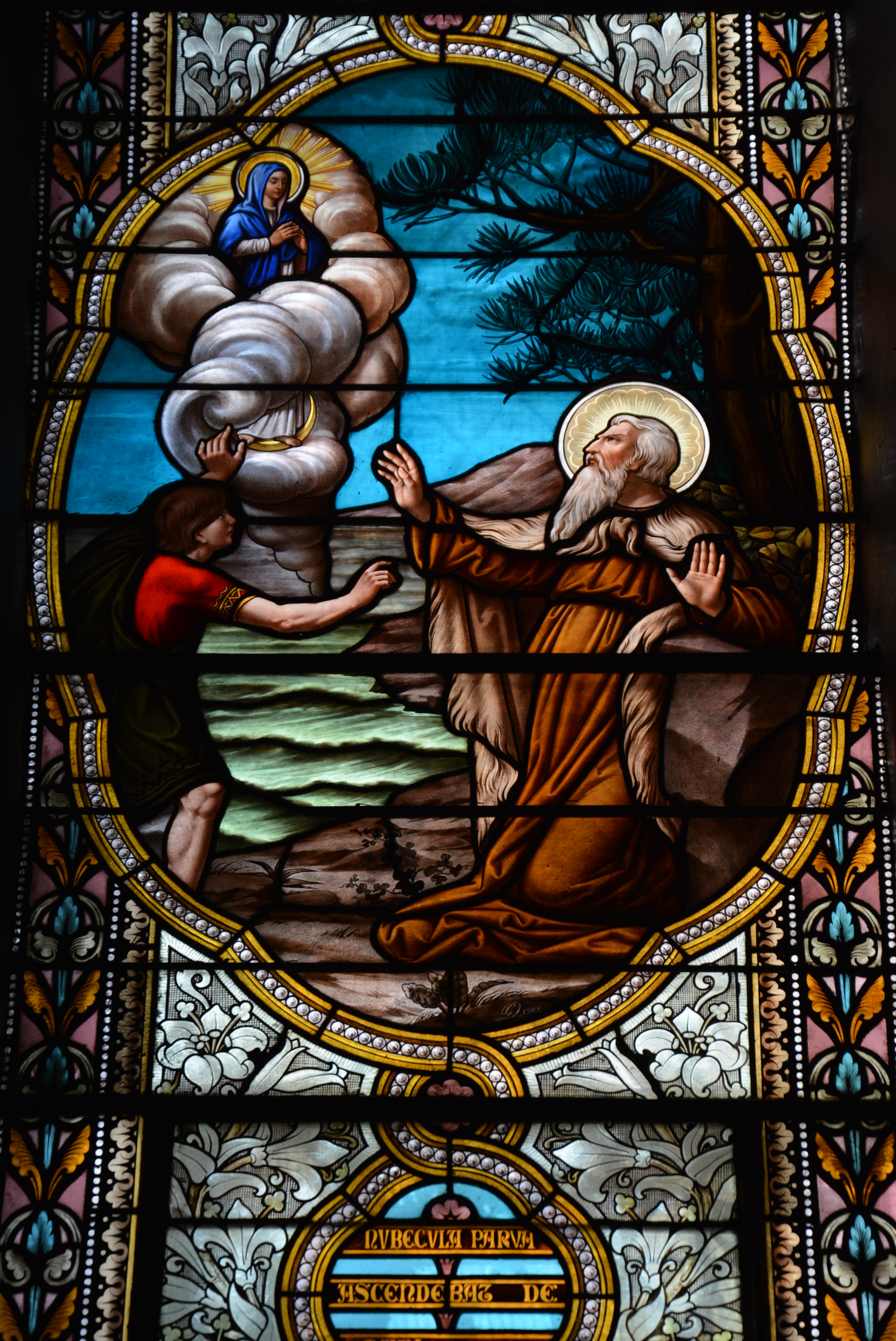

### Les fonts baptismaux

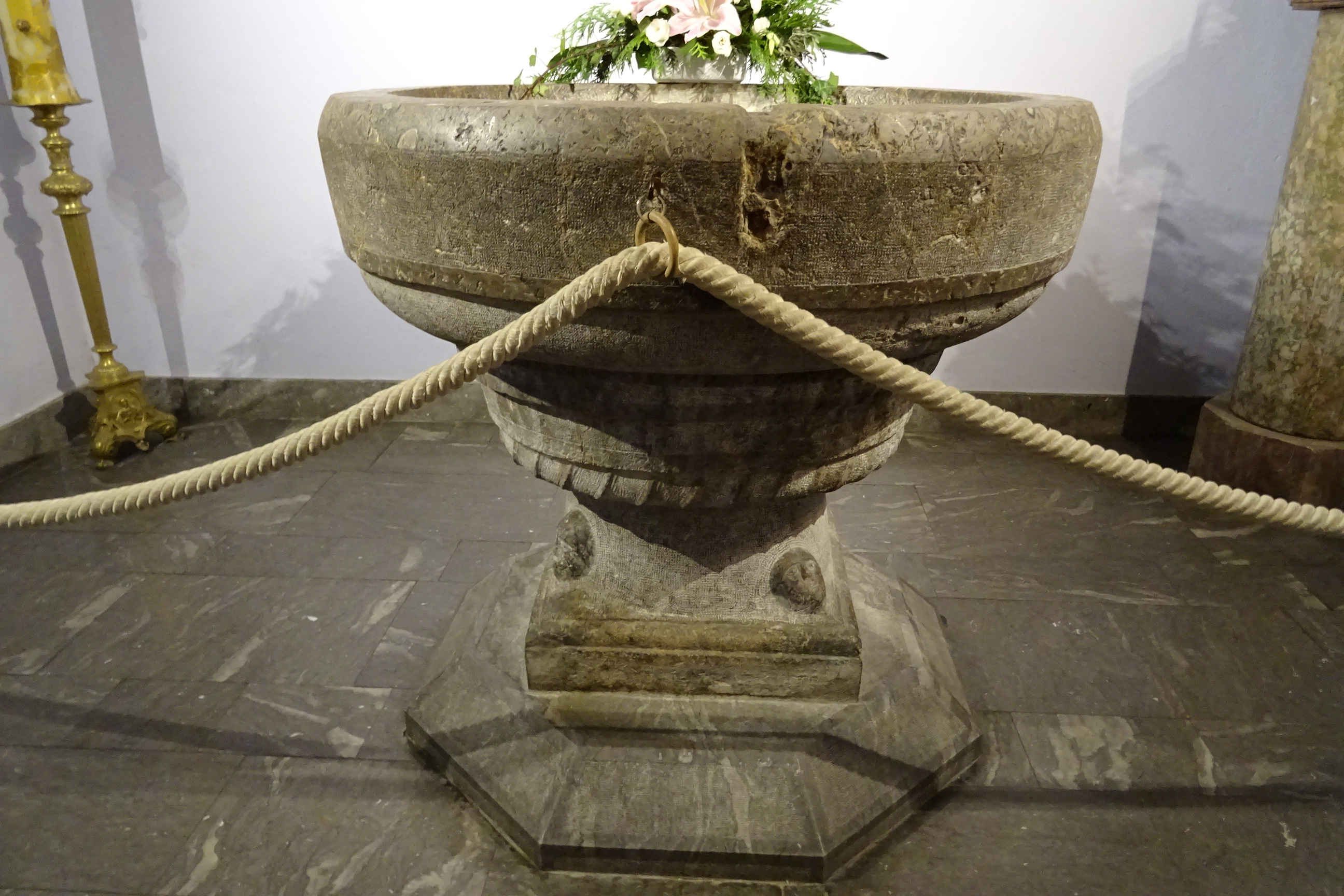
Fonts baptismaux sur lesquels Bernadette a été baptisée

Les fonts baptismaux se trouvent à gauche en entrant. Ils proviennent de l’ancienne église romane consacrée à saint Pierre et démolie en 1905. Cette œuvre en pierre de Lourdes annoncée du  XVe siècle, a été classée à l'inventaire supplémentaire des monuments historiques par arrêté du 28 mars 1979. Ils servirent en janvier 1844, au baptême de Bernadette ; son pied est orné de quatre petites griffes en forme de têtes humaines sculptées. On a l'habitude de dater les fonts baptismaux de Lourdes du XVe siècle. On peut cependant remarquer que ces quatre têtes sont une décoration courante aux XIIIe et XIVe siècles. Le couvercle du  XVIe siècle de la cuve, assez étonnant avec ses pointes, se trouve dans les combles du clocher. La statue en bois peint et doré de la fin du  XVIIIe siècle représentant saint Jean-Baptiste a été classée à l’inventaire supplémentaire des monuments historiques par arrêté du 16 aout 1979. Elle provient de l'ancienne chapelle des Cagots qui était située quai Saint-Jean. Elle a été offerte en 1911, à l’église paroissiale par le grand père de Marceline Saint-Jean, blanchisseuse et propriétaire de la chapelle désaffectée des Cagots, où se trouvait également un tableau du saint et un bénitier. À côté, se trouvait une Vierge à l'Enfant, Notre Dame de Grâces, en bois polychrome provenant de l'ancienne église paroissiale, devant laquelle Bernadette priait. Elle se trouve, provisoirement, à la chapelle du château fort et devrait rejoindre prochainement sa place.

## Les orgues
Les orgues modernes derrière le maître autel sont de Pesce Frères, don en 1889, de Mademoiselle de Mevins. Certains tuyaux proviennent des anciennes orgues du XVIIe siècle. Le buffet et les restes des tuyaux sont abandonnés sur la galerie à l'étage au-dessus de l'entrée, sans aucune possibilité de reconstruction. En 1994 un nouvel orgue a été commandé au Frères Pesce pour remplacer l'ancien celui que nous voyons actuellement dans le chœur de l’église qui à la fin des travaux de rénovation a pour projet d’être remis en tribune sera remis en tribune comme le prescrit le droit canon et liturgique de Église Romaine.

## La sacristie
Dans la sacristie, une seconde toile de Lucien Gros représente le Christ, avec en arrière-plan, la Vierge de Lourdes. Le mobilier datant de la construction de l’église est présent et a été restauré par Mireille Bizet en 2013.

## La crypte

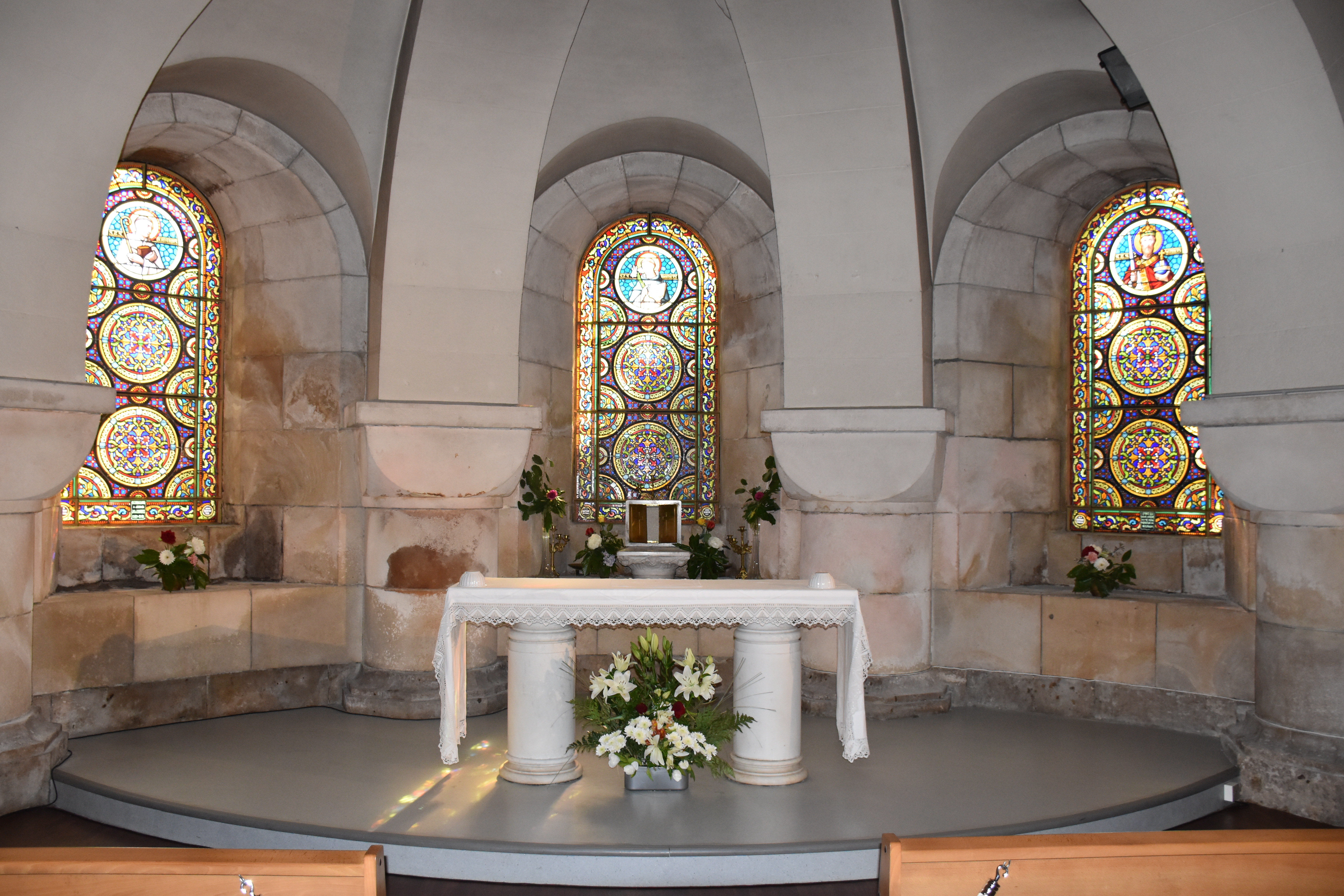
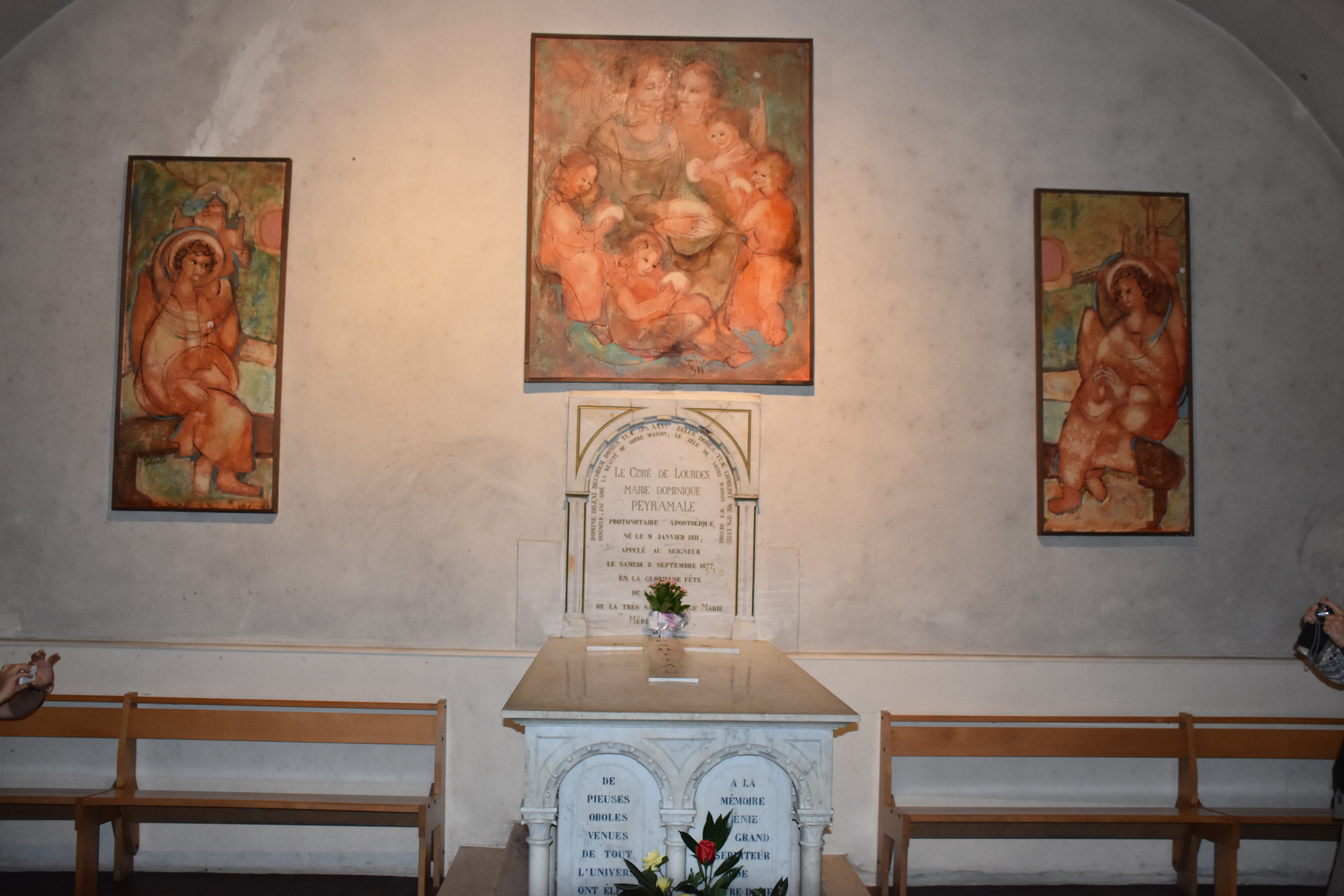
Tombeau de Dominique Peyramale
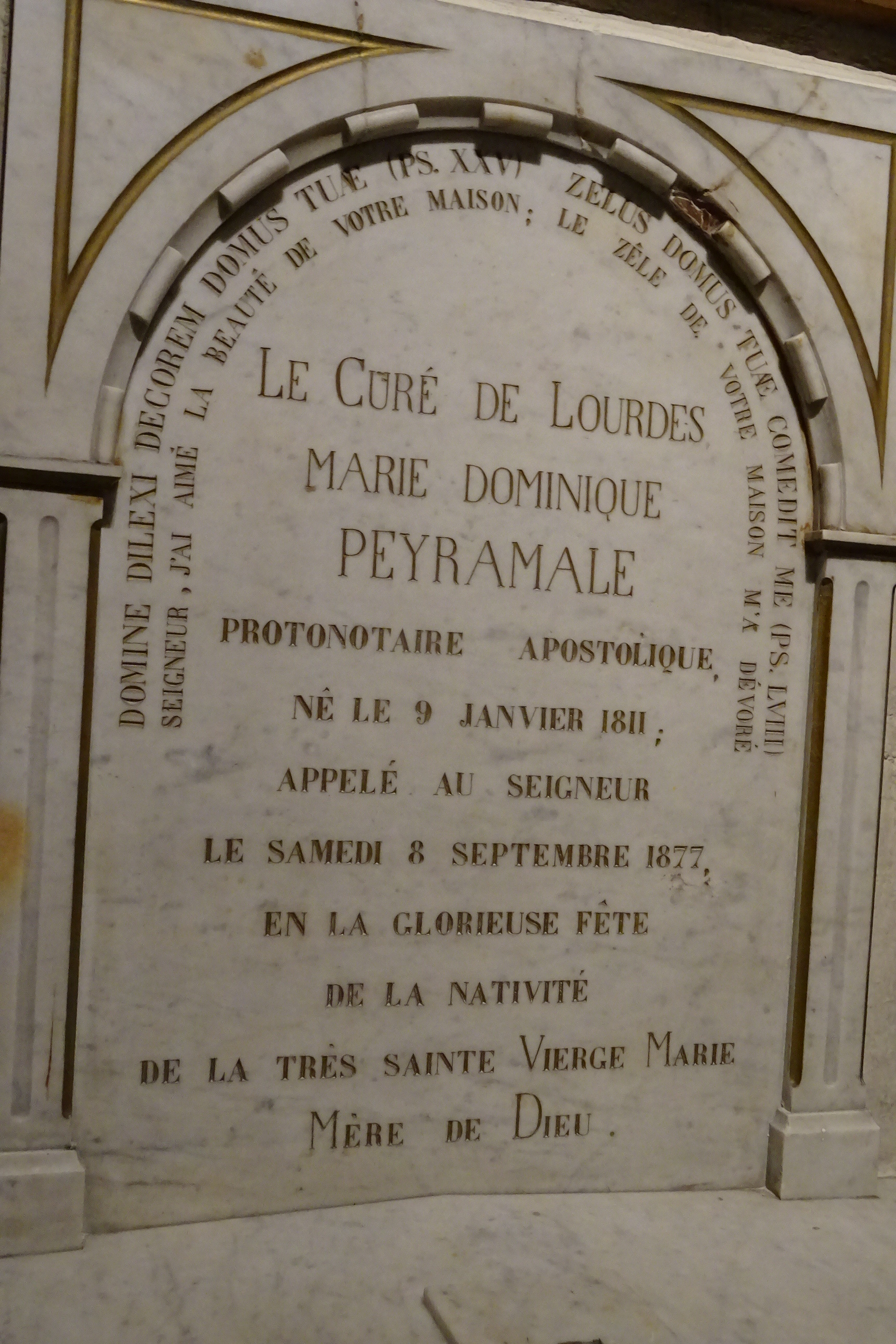

La crypte abrite le tombeau de marbre blanc du curé Peyramale, qui « se dévoua tout entier à édifier un temple à la mère de Dieu » selon la mention gravée. Pour y accéder, il faut sortir de l’église (il existe aussi une entrée à l’intérieur de l’église, mais elle est peu visible). Ce tombeau n’est indiqué nulle part. L’entrée de la crypte est la petite porte de bois de l’église et non celle d’en face comme semblent l’indiquer les flèches de signalisation. L'accès est commandé par digicode.
Dans cette crypte se trouvaient deux tableaux de grande taille, dont l’un, représentant saint Jean, provenait de l’église des Cagots du quai Saint-Jean. Les deux tableaux, un temps entreposés dans la chapelle du château, furent déposés dans la crypte pour en sortir pour rénovation, mais ne revinrent jamais.
Les deux tableaux disparus se trouvent de part et d’autre du retable.

## La statue deMgrPeyramale

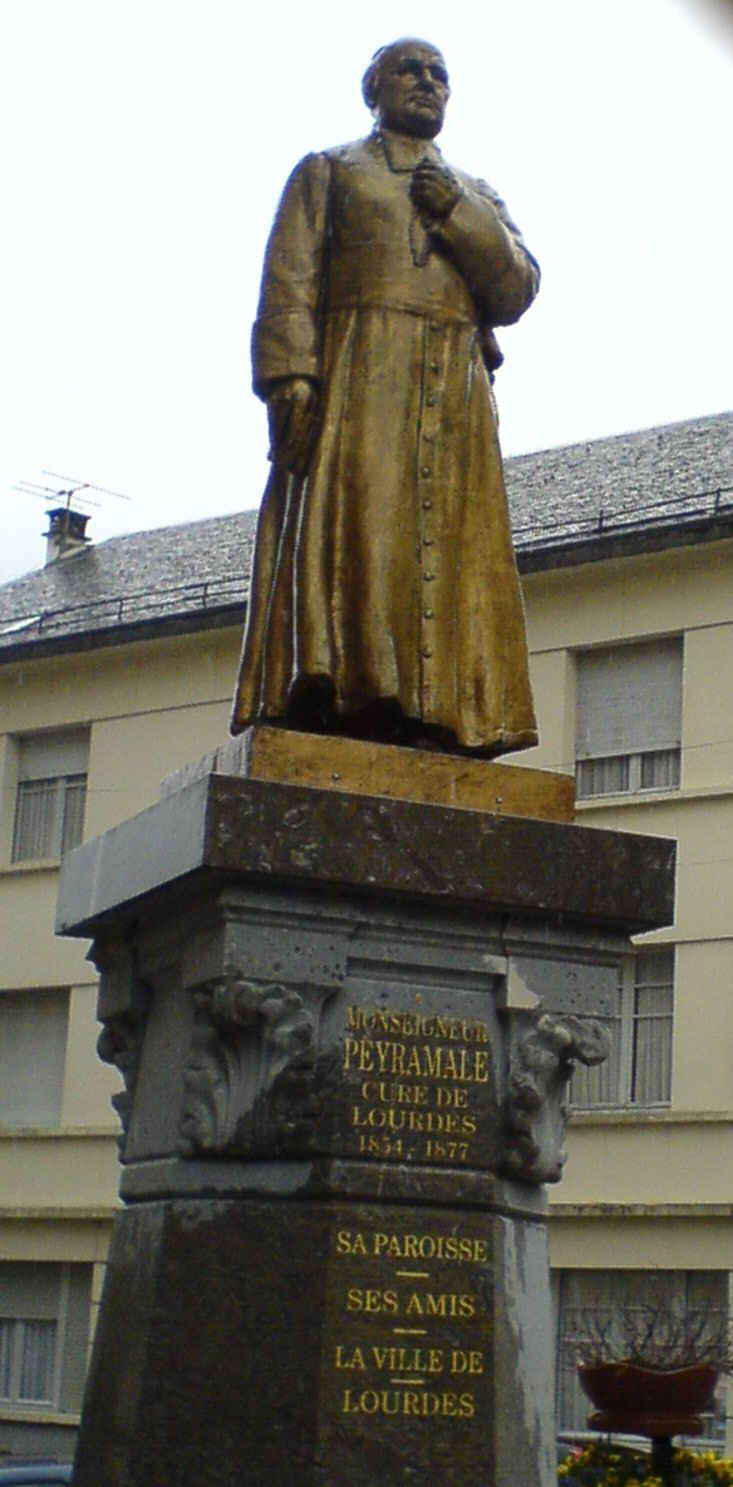
Statue de Dominique Peyramale

Elle est située sur le côté de l’église. Cette imposante statue de bronze, comme ne le mentionnent plus les inscriptions du socle en pierre de Lourdes, a été offerte par la duchesse d’Uzès, en 1877. En effet, lors du changement de place et de la restauration de ce socle, la mention de la donatrice a disparu.

## Le presbytère et la vie paroissiale
Le presbytère est situé 10, place de L’église. Louis Quidarré, curé de Lourdes de 1990 à 2005, fut remplacé par une équipe in solidum (solidaire) constituée de deux prêtres : les abbés Saint-Voirin et Alcazar. Un autre prêtre venait les aider à mi-temps, l’abbé Gabriel Lagurgue. Depuis 2010, la paroisse a un nouveau curé en la personne de l’abbé Jean-François Duhar.
Les paroisses du Pays de Lourdes éditent un bulletin inter paroissial mensuel : A Nouste. Cette brochure permet d’avoir une vision d’ensemble des activités et festivités religieuses ou profanes des petits villages de la région. Elles ont édité également une intéressante brochure Trésors en pays de Lourdes. Un DVD sur l’histoire de l’église a été réalisé, en 2005, par l’Académie de Lourdes[réf. nécessaire].

## Jugements portés sur l'église paroissiale de Lourdes
On connaît l'appréciation de Joris-Karl Huysmans qui écrivait en 1906 : « On a démoli une église patinée par les siècles pour lui substituer un grossier monument à coup de vitrailles infâmes, architecture de roulier avec sa pesante et obscure nef au bout de laquelle se dresse un grand autel, dont les différents marbres ressemblent à un assortiment de fromages d’Italie ». mais il faut la considérer à la lumière de l'ouvrage dont elle est tirée, Les foules de Lourdes
Plus que l'architecture de la nouvelle église, c'est surtout la démolition de l’ancienne qui suscita le regret.
Les photographes d'art ne s'y sont pas trompés comme le montrent les très nombreuses et belles photographies qui ont été réalisées dont certaines sont visibles sur Internet.
L'église du Sacré-Cœur est le centre spirituel des catholiques lourdais, ainsi qu’un lieu de visite de nombreux pèlerins étrangers sur les « traces » de Bernadette.

## Restauration de l'édifice
Un projet de restauration de l'édifice a été engagé par la municipalité en 2015 pour un montant estimé à 600 000 euros. Ce projet pour lequel a été ouverte une souscription publique a été retenu par la Fondation du patrimoine,.